# 特羅馬警報
《特羅馬警報》（英語：Terror Firmer）是一部1999年美國恐怖喜劇片，由特羅馬娛樂出品，勞埃德·考夫曼執導、監製、編劇兼出演，其他主演包括威爾·基南（Will Keenan）、艾麗絲·拉圖雷爾（Alyce LaTourelle）、尊特·赫嘉、黛比·羅尚與罗恩·杰里米。電影故事靈感取自考夫曼及詹姆士·昆恩的書籍《我從毒魔復仇中學到的電影製作需要知道的一切》，片中還引用了先前的特羅馬電影元素，例如《毒魔復仇》系列。故事講述了一位瘋狂的盲人導演（考夫曼飾演）執導著低成本剝削電影，但片場卻出現了連環殺手。
電影1999年6月20日在紐約市的部分影院上映，10月29日在洛杉磯的部分影院放映。

## 劇情
瘋狂而自負的盲人電影導演賴瑞·班傑明在紐約開拍一部低成本電影《特羅馬警報》（以毒魔復仇者為主角），但製作歷程相當混亂，除了劇本每天隨意更改外，劇組人員更是龍蛇混雜。劇組中，帥氣的吊桿操作員凱西與製片助理珍妮佛互有好感，但珍妮佛也被叛逆的特效操作員傑瑞糾纏，令珍妮佛陷入兩難，傑瑞也因此被凱西極度厭惡。珍妮佛在家中還得照顧自己的母親，並夢想著自編自導一部電影。與此同時，城市出現了一名神秘的墨鏡女子，四處勾搭男女，但實際上卻是個連環殺手。
連環殺手在殺死不少人後進入到了班傑明的片場，開始進一步謀殺劇組人員（包含電影公司的胖老闆雅各·格爾曼），班傑明的劇組也因此被警方盯上。儘管困難重重，班傑明仍堅持繼續拍片，並讓珍妮佛頂替臨時不幹的自負女主角克莉絲汀，傑瑞則頂替原演員成為毒魔復仇者的扮演者；兩人在一場床戲中生情，令凱西相當不滿，憤而離開劇組。
連環殺手被中被揭露為變裝後的凱西；他向珍妮佛透露，自己同時擁有男性及女性的生殖器官，年幼時被父親灌輸女性的思想，導致長大後成為表面上是正常帥哥，但背地裡卻是「不男不女」、痛恨父權的瘋狂殺手。凱西會將受害者的一個器官收藏於家中，其中甚至將被毀容、閹割的父親藏在家中的籠牢中。珍妮佛嚇得逃走並將此事告訴給傑瑞，但凱西挾持著克莉絲汀也來到了片場，同時手中還握有一枚炸彈，試圖與自己厭惡的這個世界同歸於盡，更透露自己同時愛著傑瑞及珍妮佛。傑瑞和珍妮佛用計讓凱西拋下炸彈，但炸彈意外炸死了班傑明。
劇組人員開始聯手制伏凱西；凱西的女兒奧黛麗為了幫父親報仇而用收音吊桿貫穿了凱西，殺死了對方，凱西死前還用刀刺傷了傑瑞的太陽穴，令自己感到後悔。危機解除後，凱西之父被警方救出，凱西的事情隨之曝光。雖然失去了導演班傑明，但傑瑞和珍妮佛仍決定繼承他的意志，繼續拍完這部電影，劇組人員願意跟隨。珍妮佛當上了導演，達成了夢想。
片尾，萊米代表特羅馬娛樂表示，雙性人在社會中受到歧視，需要大眾包容，該公司相當同情此族群。

## 演員
- 威爾·基南（Will Keenan）飾演凱西（Casey）
- 艾麗絲·拉圖雷爾（Alyce LaTourelle）飾演珍妮佛（Jennifer）
- 勞埃德·考夫曼飾演賴瑞·班傑明（Larry Benjamin）
- 尊特·赫嘉（英语：Trent Haaga）飾演傑瑞（Jerry）
- 黛比·羅尚飾演克莉絲汀（Christine）
- 罗恩·杰里米飾演凱西之父
- 夏洛特·考夫曼（Charlotte Kaufman）飾演奧黛麗·班傑明（Audrey Benjamin）
- 雪莉·溫登（Sheri Wenden）飾演神秘女子
- 達科·馬利什（Darko Malesh）飾演尼柯萊（Nikolai）
- 亞尼夫·沙龍（Yaniv Sharon）飾演裸體助導
- 蓋瑞·赫貝克（Gary Hrbek）飾演陶德斯特（Toddster）
- 格雷格·「G點」·謝貝爾（Greg 'G-Spot' Siebel）飾演沃德（Ward）
- 馬里奧·迪亞茲（Mario Díaz）飾演
- 喬·弗萊沙克（英语：Joe Fleishaker）飾演雅各·格爾曼（Jacob Gelman）
- 莫·費歇爾（Mo Fischer）飾演安迪（Andy）
- 珍·米勒牧師（英语：Jen Miller）飾演劇本少女蒂娜（Tina the script girl）
- 西恩·皮爾斯（英语：Toilet Böys）飾演摩斯（Moose）
- 凱莉·肯尼（英语：Kerri Kenney-Silver）飾演乳溝被扔眼球的女人
- 西奧·科根（英语：Theo Kogan）飾演西奧多拉（Theodora）
- 艾利·羅斯飾演吃驚的旁觀者
- 萊米飾演他自己（電視採訪員）
- 喬·林區飾演夾子男孩（Clothespin Boy）
- 艾德華·貝爾（英语：Édouard Baer）飾演法國潮男（French Cool Cat）
- 約瑟夫·馬勒巴（英语：Joseph Malerba）飾演法國潮男（French Cool Cat）
- 伊蓮娜·羅梅羅（Ileana Romero）飾演裸體助導的情人
- 瑞秋·羅賓斯（Rachael Robbins）飾演瑞秋（Rachael）
- 喬赫內特·納波利塔諾（英语：Johnette Napolitano）飾演有言語障礙的可愛記者
- 蒂芬妮·薛皮絲（英语：Tiffany Shepis）飾演美麗的爆頭證人
- 克莉絲提爾·麥克勞德（Crystal McCloud）飾演爆乳女星（未掛名）
- 特雷·帕克與马特·斯通飾演雌雄同體（未掛名）

## 反響
《特羅馬警報》在爛番茄網站上根據5篇評論而持有80%的新鮮度，平均評分為5.7／10。Metacritic則根據5位影評人而給出24分，代表「普遍不佳的評價」。
《紐約郵報》的喬納森·福爾曼（Jonathan Foreman）批評《特羅馬警報》是「自我放縱的無聊電影，缺乏機智且粗俗到幾乎無法觀看」。

## 外部連結
- 互联网电影数据库（IMDb）上《特羅馬警報》的资料（英文）
- AllMovie上《特羅馬警報》的资料（英文）
- 爛番茄上《特羅馬警報》的資料（英文）
- Metacritic上《特羅馬警報》的資料（英文）